# Rosco Allen
Rosco Allen (nacido el 5 de mayo de 1993 en Budapest) es un jugador húngaro de baloncesto  que actualmente pertenece a la plantilla del Niigata Albirex BB de la B.League japonesa.Con 2,06 metros de altura, juega en el puesto de ala-pívot.

## Trayectoria

### High School
Se formó en el Bishop Gorman High School en Las Vegas, Nevada, ganando el campeonato estatal Nevada 4A en 2009, 2010 y 2012. Como junior promedió 14,1 puntos y 6,2 rebotes, ayudando a Bishop Gorman a conseguir el título Sunset Region y como senior promedió 14,1 puntos, 7 rebotes y 4,2 asistencias. En 2011, participó en la Kevin Durant Skills Academy.
Fue miembro del equipo Las Vegas Lakers/Double Pump AAU. En 2012, fue elegido en el segundo mejor quinteto del estado Class 4A por Las Vegas Review-Journal. Fue clasificado como el 16º mejor ala-pívot, el 66.º mejor jugador de la nación y recibió cuatro estrellas de reclutamiento en el ranking nacional de los 100 mejores jugadores de ESPNU. También fue seleccionado como el 73.er mejor jugador de la nación por Rivals.com y el 79.º por Scout.com.

### Universidad
Tras graduarse en 2012, asistió a la Universidad de Stanford, situada en Palo Alto, California, donde cumplió su periplo universitario de cuatro años (2012-2016).

#### Freshman
En su primera temporada, su año freshman (2012-2013), jugó 33 partidos (7 como titular) con los Cardinal con un promedio de 3,1 puntos (37-56; 66,1 % en tiros libres) y 2,1 rebotes en 11,9 min.
Su debut en la NCAA fue el 12 de noviembre de 2012 contra los Cal State Fullerton Titans (1 rebote en 5 min). Su primer partido como titular fue el 2 de diciembre de 2012 contra los Denver Pioneers (5 puntos y 6 rebotes). 
Anotó 11 puntos (máxima de la temporada; 5-8 de TL), cogió 4 rebotes y robó 3 balones el 29 de diciembre de 2012 contra los Lafayette Leopards. Atrapó 8 rebotes (máxima de la temporada) el 16 de febrero de 2013 contra los UCLA Bruins. Robó 4 balones (máxima de la temporada) el 23 de febrero de 2013 contra los Oregon Ducks.

#### Sophomore
En su segunda temporada, su año Sophomore (2013-2014), tan sólo jugó 1 partido (1 robo en 7 min).
Se perdió los 11 primeros partidos de la temporada por una fractura producida por el estrés, y tras jugar contra los Cal Poly Mustangs el 29 de diciembre de 2013, se le dio la baja médica para toda la temporada.

#### Junior
En su tercera temporada, su año junior (2014-2015), jugó 33 partidos (22 como titular) con los Cardinal con un promedio de 7,2 puntos (36,2 % en triples y 38-55; 69,1 % en tiros libres), 4,3 rebotes y 1,1 asistencias en 26,4 min. Se proclamó campeón del National Invitation Tournament.
Anotó 14 puntos, cogió 7 rebotes y dio 3 asistencias en 40 min (máxima de su carrera universitaria) contra los UCLA Bruins, el 8 de enero de 2015. Metió 18 puntos (máxima de la temporada; 3-7 de 2 y 4-8 de 3) en 28 min saliendo desde el banquillo contra los USC Trojans, el 11 de enero de 2015. 
Atrapó 13 rebotes (máxima de su carrera universitaria) contra los UConn Huskies, el 17 de enero de 2015. Metió 8 puntos, cogió 5 rebotes y repartió 4 asistencias (máxima de su carrera universitaria) contra los Washington State Cougars, el 31 de enero de 2015.

#### Senior
En su cuarta y última temporada, su año senior (2015-2016), jugó 30 partidos (todos como titular) con los Cardinal con un promedio de 15,5 puntos (50,9 % en tiros de 2, 33,7 % en triples y 73,8 % en tiros libres), 6,4 rebotes, 1,6 asistencias y 1,1 robos en 33,9 min. Lideró al equipo en anotación y min por partido.
A final de temporada fue elegido en el mejor quinteto de la Pac-12 Conference y en el segundo mejor quinteto del distrito (20) por la Asociación Nacional de Entrenadores de Baloncesto.
Fue el 5º máximo anotador (16,8 ppp) de la Pac-12 Conference en los partidos de conferencia. Finalizó el 10º de la Pac-12 Conference en triples por partido (1,9). Promedió 17,1 puntos en los 8 últimos partidos y 12 puntos en la 2ª parte de los 6 últimos partidos. Metió al menos 1 triple en 23 partidos consecutivos (la racha acabó contra los Arizona Wildcats el 5 de marzo de 2016).
Anotó 25 puntos (máxima de su carrera universitaria; 20 en la 2ª parte) y cogió 9 rebotes contra los Colorado Buffaloes. Volvió a meter 25 puntos en la victoria contra los #11 Oregon Ducks. Hizo un doble-doble (22 puntos y 10 rebotes) en la victoria contra los California Golden Bears. También marcó 25 puntos (incluyendo 11 puntos a 4:27 min del final) en la victoria contra los Arkansas Razorbacks. Metió el tiro ganador a 3,2 seg del final para acabar con 24 puntos en la victoria contra los Arizona State Sun Devils.
Terminó la temporada en la Pac-12 Conference con el 12º mejor % de tiros libres y fue el 4º en min por partido, el 8º en tiros libres anotados (127), el 9º máximo anotador, el 11º en robos por partido, el 13º máximo reboteador, el 14º en rebotes defensivos totales (146), el 15º en puntos totales (467), en triples anotados (56) y en min totales disputados (1018), el 18º en robos totales (35) y el 19º en rebotes totales (194).

#### Promedios
Disputó un total de 97 partidos (59 como titular) con los Stanford Cardinal entre las cuatro temporadas, promediando 8,3 puntos (33,9 % en triples y 71,4 % en tiros libres), 4,2 rebotes y 1 asistencia en 23,6 min de media.
Esos 97 partidos disputados eran la mayor marca de un jugador de la plantilla 2015-2016, empatado con Marcus Allen.

### Profesional
Tras no ser seleccionado en el Draft de la NBA de 2016, disputó la NBA Summer League de 2016 con los Golden State Warriors (3 partidos con un promedio de 1,6 puntos (100 % en tiros libres) y 1,3 rebotes en 6,6 min de media).

#### Río Natura Monbus
El Río Natura Monbus de la Liga Endesa española se fijó en él y le firmó para la temporada 2016-2017, en la que será su primera experiencia como profesional. Jugó una temporada en la que promedió 10,7 puntos y 3,8 rebotes por partido.

#### Iberostar Tenerife
El 13 de julio de 2017 se confirmó su fichaje por el Iberostar Tenerife.
El 24 de septiembre de 2017,en su primer partido oficial con el equipo isleño,gana la Copa Intercontinental FIBA.

### Selección nacional
Disputó con las categorías inferiores de la selección húngara el Europeo Sub-20 División B de 2013, celebrado en Pitești, Rumania, donde Hungría consiguió la medalla de bronce tras vencer por 70-69 a Bélgica.
Jugó 8 partidos con un promedio de 14,5 puntos, 9,1 rebotes y 2,1 asistencias en 27,3 min de media. Fue el máximo reboteador de su selección y elegido en el mejor quinteto del Europeo Sub-20 División B de 2013.
Finalizó el Europeo Sub-20 División B de 2013 con el 7º mejor % de tiros de campo (45,5 %), el 10º mejor % de tiros de 2 (49 %) y el 20º mejor % de tiros libres (50 %) y fue el 6º máximo reboteador, el 14º máximo anotador, el 4º en tiros de 2 anotados por partido (6,3), el 6º en rebotes ofensivos por partido (3,3) y tiros de campo anotados por partido (6,4), el 7º en rebotes defensivos por partido (5,9) y dobles-dobles (3) y el 19º en min por partido.
En septiembre de 2022 disputó con el combinado absoluto húngaro el EuroBasket 2022, finalizando en vigesimotercera posición.